# Atac contra el quarter general de Hezbol·là
L'atac contra el quarter general de Hezbol·là als suburbis del sud de Beirut del 27 de setembre de 2024 va tenir com a objectiu principal Hassan Nasrallah, secretari general de Hezbol·là, mort durant l'atac. Va causar la mort desenes de persones segons estimacions preliminars.
Unes 85 bombes d'una tona van ser llançades sobre el barri de Haret Hreik, una zona densament poblada. Diversos edificis prop de la seu de Hezbol·là van ser destruïts. Les autoritats libaneses van qualificar l'atac com una  "massacre ".

## Context
Un dia després dels atacs del 7 d'octubre de 2023 perpetrat per Hamàs a Israel, Hezbol·là es va unir al conflicte en suport de Hamàs disparant coets contra llocs del nord d'Israel i altres posicions israelianes per tal d'exigir un alto el foc a la Franja de Gaza. Des d'aleshores, Hezbol·là i Israel s'han implicat en combats transfronterers, provocant el desplaçament de comunitats senceres del nord d'Israel i també del Líban, causant danys importants als edificis i terrenys al llarg de la frontera El partit xiïta realitza atacs de baixa intensitat per tal d'evitar una guerra oberta, seguint una estratègia d'assetjament a Israel. Segons Hezbol·là, només porten a terme atacs contra objectius militars pretenent pressionar Israel perquè conclogui un alto el foc a Gaza, tot i que han fet mal en molts llocs no militars, així en constituir una amenaça permanent, Hezbol·là obliga Tel Aviv a mobilitzar tropes al nord, afluixant l'acció sobre Hamàs. A més a més, en forçar milers de civils israelians a evacuar les seves cases del nord del país, es crea un problema polític per a Benjamin Netanyahu, que ha de fer front a la pressió d'aquests desplaçats.
El 18 de setembre de 2024, milers de cercapersones i walkie-talkies van explotar al Líban i a Síria. Aquestes explosions van matar 42 persones i en van ferir almenys a 3.500, afectant tant a membres de la milícia de Hezbol·là com a civils. Els analistes coincideixen que Israel va ser el responsable de les explosions, tot i que les autoritats israelianes no van reconèixer mai cap tipus d' implicació. Es va informar que 1500 combatents van quedar fora de combat per raó d'aquestes explosions, i molts van quedar cecs o van perdre l'ús de les mans.
Des del 23 de setembre de 2024, Israel va dur a terme centenars d'atacs al Líban. L'exèrcit israelià va informar que els avions israelians van atacar 1600 posicions , destruint míssils de creuer, així com coets de llarg i curt abast i drons d'atac. Aquests atacs van deixar més de 700 morts en tres dies, principalment civils segons el Ministeri Libanès de la Salut, i milers de ferits.
El 29 de setembre de 2024, l'exèrcit israelià va emprendre incursions terrestres al sud del Líban. El bombardeig de la seu de Hezbol·là es podria haver dut a terme en previsió d'aquesta ofensiva, segons la politòloga Chiara Ruffa i la investigadora Vanesa Newby.

## Atac
L'exèrcit israelià va anunciar, el 27 de setembre de 2024, que havia dut a terme un atac aeri a la seu de Hezbol·là a Beirut, on una explosió molt gran va arrasar 9 edificis als suburbis del sud de la ciutat, enviant núvols de fum taronja i negre al cel.
L'explosió d'una violència increïble " va fer que les parets de les cases tremolessin en un radi de 30 km al voltant de Beirut 85 bombes van caure en pocs minuts en una zona densament poblada.
Segons les seves pròpies declaracions, la Força Aèria Israeliana va utilitzar F-15Is armats amb BLU-109 equipats amb kits JDAM.
Segons l'investigador David Rigoulet-Roze, l'exèrcit israelià va procedir en dues etapes, les primeres bombes llançades havent destruït els edificis situats a la zona i les següents, els búnquers subterranis.
Una font propera a la intel·ligència israeliana va comunicar a l'agència Reuters, 24 hores abans de l'atac, la informació segons la qual " Israel durant 20 anys va centrar els seus esforços d'intel·ligència en de Hezbol·là i podria colpejar Nasrallah quan volgués, incloent la seva seu ".

## Víctimes

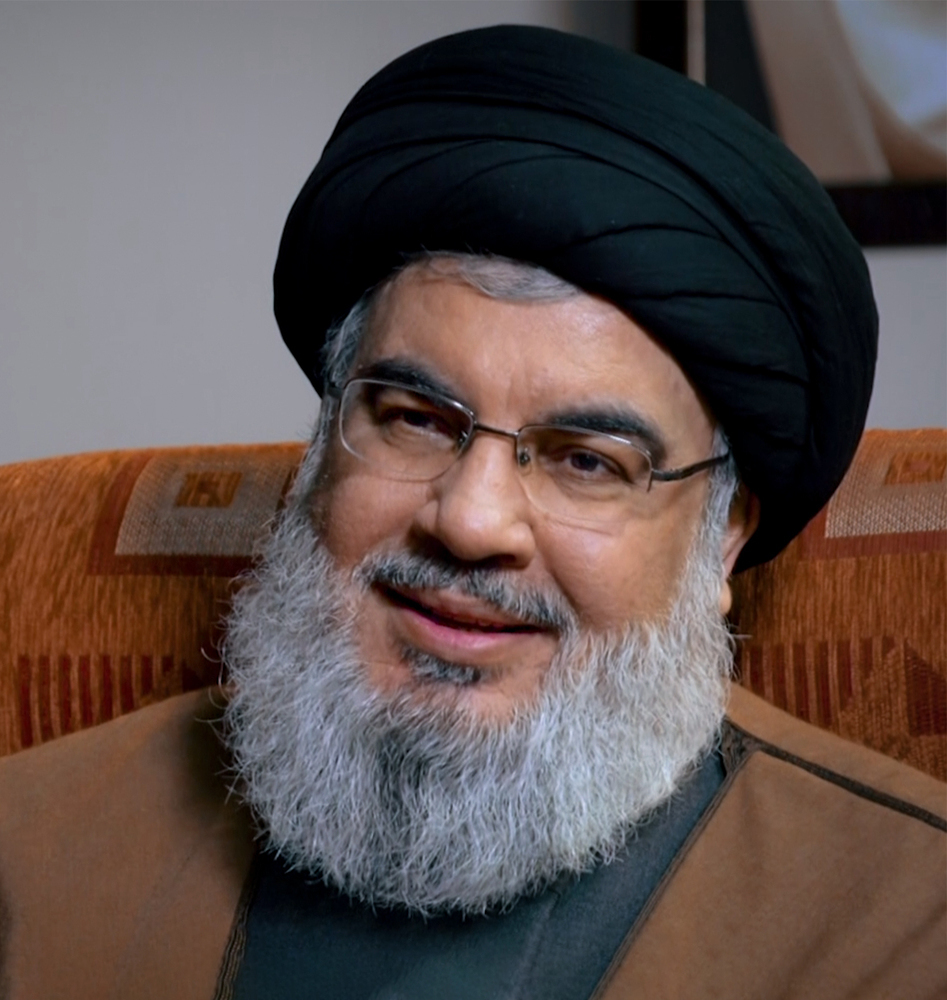
Hassan Nasrallah, el 2019.

L'atac va provocar la mort d'Hassan Nasrallah, objectiu principal, i de diversos alts funcionaris de Hezbol·là, inclòs Ali Karaki, comandant del front sud de Hezbol·là, i també Abbas Nilforoushan, iranià, comandant adjunt del Cos de la Guàrdia Revolucionària Islàmica (IRGC) i comandant de la Força Al-Quds al Líban.
Se sap que la zona afectada per Israel està densament poblada. L'edifici sota el qual es trobava la instal·lació subterrània de Hezbol·là va quedar completament destruït. Les estimacions preliminars israelianes indiquen 300 morts el 27 de setembre, pel que fa al Ministeri de Salut libanès, va confirmar la mort de 33 personnes amb 195 ferits, mentre continuava l'escorcoll entre les runes.

## Reaccions

### A nivell internacional
L'ONU ha expressat la seva "preocupació seriosa "i Jeanine Hennis-Plasschaert, coordinadora especial de les Nacions Unides per al Líban, va destacar que "la ciutat encara tremola de por i el pànic és generalitzat ". És urgent aturar el foc  ". Ella també diu " profundament alarmat i preocupat pel potencial impacte civil dels atacs massius als suburbis del sud de Beirut  ".
La comunitat internacional té por d'una conflagració al Líban i a la regió. Washington va afirmar no haver estat informat d'aquest fet. La reacció de Joe Biden i Kamala Harris, que donen la benvinguda a la mort d'Hassan Nasrallah, s'oposa a la reacció de l'ONU i de molts països que temen les conseqüències d'aquest bombardeig. Huffpost analitza la posició dels Estats Units com la d'un país que és el "primer suport militar i diplomàtic "d'Israel ; a més, si Hassan Nasrallah encara no era el secretari general de Hezbol·là en el moment dels atacs de Beirut de 1983 contra marines nord-americanes (no ho va arribar a ser fins al 1992), va ser cofundador d'aquest partit. ; finalment, segons la premsa nord-americana retransmesa per Huffpost, aquesta aprovació nord-americana només seria una façana, emmascarant les tensions entre el president demòcrata Joe Biden i Benjamin Netanyahu

### Al Líban
La premsa libanesa, "sigui quina sigui la seva orientació política i religiosa ", va respectar el dol d'alguns libanesos en la seva cobertura de la mort d'H. Nasrallah, evitant comentaris potencialment divisors. El diari An-Nahar subratlla la incertesa que marca el destí del país després d'aquest atac mortal. El mitjà independent L'Orient-Le Jour enumera els homenatges nacionals al líder de Hezbol·là, com els del patriarca maronita Béchara Raï, que va demanar a la comunitat internacional que s'esforcés per posar fi a "cicle de guerra, morts i destrucció ". Els líders de la comunitat cristiana aliats amb de Hezbol·là han destacat el paper de Nasrallah en la resistència a Israel, informa Newsweek.
El Líban va declarar tres dies de dol nacional.

## Anàlisi
Segons l'investigador David Khalfa, codirector de l'Observatori del Nord d'Àfrica i Orient Mitjà de la Fundació Jean-Jaurès, aquest atac mostra la voluntat d'Israel: "destruir completament l'aparell político-militar de Hezbol·là canviant la situació de la dinàmica de guerra "i conduir a un "empitjorament del conflicte ", sobretot si l'Iran reacciona, com és previsible.
No obstant això, l'investigador Hamidreza Azizi del German Institute for International Affairs and Security, a Berlín va explicar a Le Monde que " L'Iran no té bones opcions en la nova situació  "perquè sigui quina sigui la resposta de l'Iran, Israel buscarà a tota costa debilitar l'eix de resistència i " sense els grups membres de l'eix, Teheran no pot fer la guerra contra Israel  ". Segons Le Monde, això explicaria el retard de l'Iran en la seva reacció davant la mort d'Hassan Nasrallah i els atacs. No obstant això, l'Iran tindria un actiu en la persona dels huthis
L'historiadora Jihane Sfeir, professora de la Universitat Lliure de Brussel·les, recorda la forta presència de la memòria dels combatents que van morir al sud del Líban en llargues lluites contra Israel, un record que marca l'espai, i habita dins les famílies que porten dol. Creu que la violència patida en l'últim conflicte alimenta sobretot el desig de venjança.

## Galeria

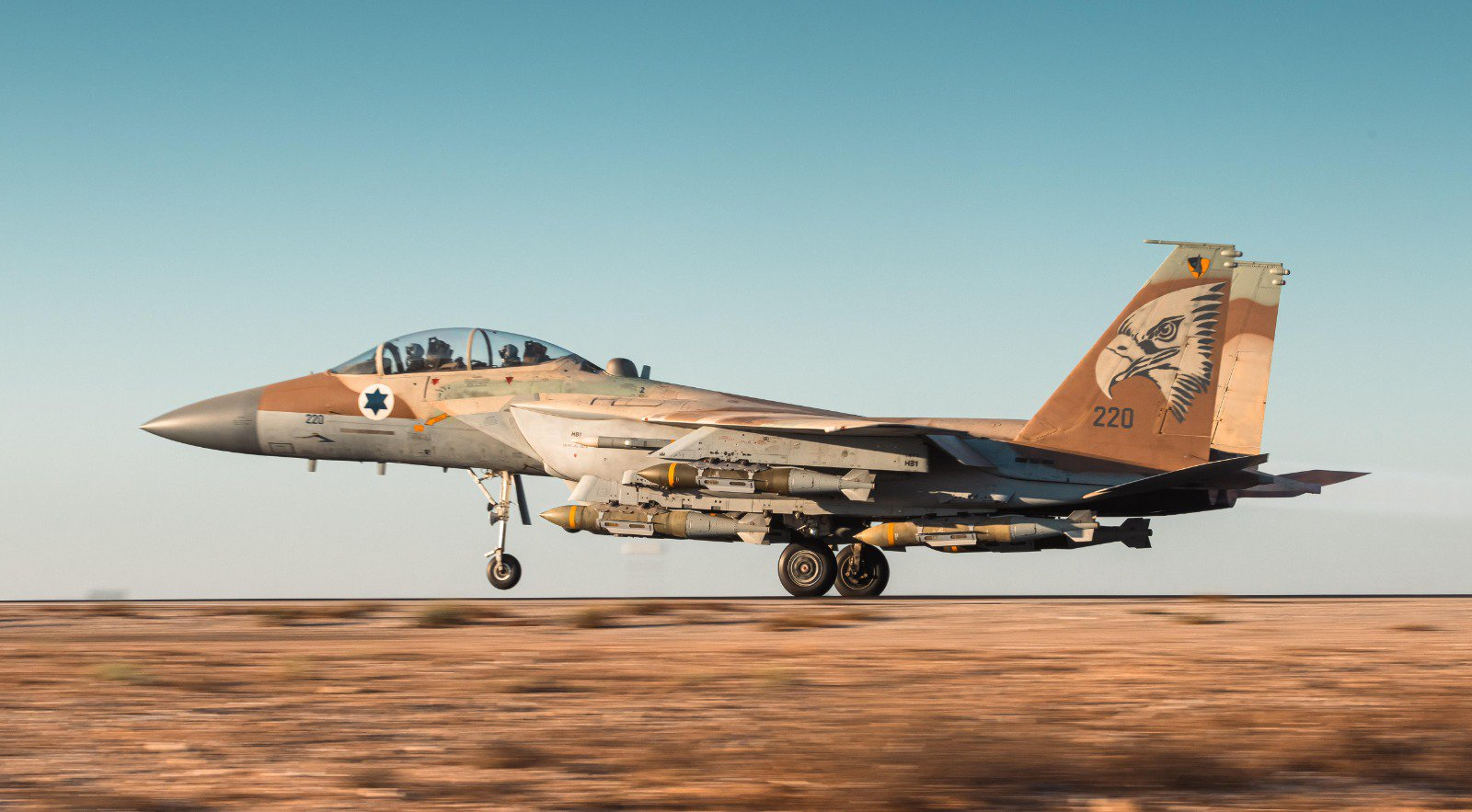
Un dels avions F-15 enlairant-se des d'una base aèria israeliana